# 이장우 (1965년)
이장우(李莊雨, 1965년 2월 10일~)는 대한민국의 정치인으로, 민선 8기 대전광역시장이다. 시장 재임 이전에는 민선 4기 대전 동구청장, 제19·20대 국회의원을 역임하였다.

## 개요
충청남도 청양군 출신으로, 대전대학교 행정학과를 졸업하였다. 대학 졸업 후 컴퓨터 회사를 창업해 운영하다가 정계에 입문 후 제19·20대 국회의원과 대전 동구청장 등을 지냈다.
2025년 4월, 이장우 대전시장은 기자회견에서 "정치적 혼란 속에서 제가 해야 할 일은 새로운 경쟁에 뛰어드는 것보다 시정을 성공적으로 완성하고 시민의 신뢰를 얻는 것이 시민들의 뜻이라고 생각한다"며 제21대 대통령 선거 불출마를 선언하였다.

## 학력
- 1977: 남양국민학교 졸업(53회)
- 1980: 동영중학교 졸업(14회)
- 1984: 대전고등학교 졸업(63회)
- 1992: 대전대학교 행정학과 학사
- 1999: 대전대학교 대학원 행정학 석사
- 2004: 대전대학교 대학원 행정학 박사

## 경력
- 1987년~1988년: 대전대학교 총학생회장
- 1997년: 이양희 국회의원 비서관 (사무관 상당)
- 이양희 국회의원 보좌관 (서기관 상당)
- 동구발전연구원 원장
- 2003년~2006년: 대전대학교 행정학과 겸임교수
- 대전대학교 총동문회 수석부회장
- 서대전로타리 사회봉사위원장
- 사회복지사 자격증 취득
- 2005년~2006년: 한나라당 대전광역시당 대변인
- 한나라당 푸른축구단 단장
- 한나라당 대전광역시당 동구 당원협의회 뉴타운개발위원회 위원장
- 2006년 5월 31일: 제4회 전국동시지방선거 당선(민선 4기, 대전광역시 동구청장, 한나라당, 초선)
- 2006년 7월~2010년 6월: 제16대 대전광역시 동구청장(민선 4기, 한나라당, 초선)
- 2009년~2011년: 제13대 대전대학교 총동문회장
- 2010년~2012년: 대전대학교 행정학과 대우조교수
- 2012년 4월 11일: 대한민국 제19대 국회의원 선거 당선(대전 동구, 새누리당, 초선)
- 2016년 4월 13일: 대한민국 제20대 국회의원 선거 당선(대전 동구, 새누리당, 재선)
- 2020년 9월~2022년 4월: 국민의힘 대전광역시당 동구 당원협의회 위원장
- 2021년 9월~2021년 11월: 제20대 대통령 선거 국민의힘 윤석열 대통령 경선후보 국민캠프 조직본부 조직총괄본부 조직1본부장
- 2021년 12월~2022년 1월: 제20대 대통령 선거 국민의힘 윤석열 대통령 후보 선거대책위원회 조직총괄본부 부본부장
- 2021년 12월~2022년 3월: 제20대 대통령 선거 국민의힘 대전을 살리는 선거대책위원회 선거대책위원장단 공동선거대책위원장
- 2022년 1월~2022년 3월: 제20대 대통령 선거 국민의힘 윤석열 대통령 후보 선거대책본부 조직본부 부본부장
- 2022년 6월 1일: 제8회 전국동시지방선거 당선(민선 8기, 대전광역시장, 국민의힘, 초선)
- 2022년 7월~: 제13대 대전광역시장(민선 8기, 국민의힘, 초선)
- 2022년 7월: 국민의힘 반도체산업 경쟁력 강화 특별위원회 자문위원
- 2022년 8월~2023년 12월: 제16대 전국시도지사협의회 감사

## 의정 활동
- 2012년 5월 30일~2016년 5월 29일: 제19대 국회의원(대전 동구, 새누리당, 초선)
  - 2012년 7월~2013년 3월: 제19대 국회 전반기 국토해양위 위원
  - 2012년 7월~2013년 6월: 제19대 국회 전반기 운영위원회 위원
  - 2013년 3월~2016년 5월: 제19대 국회 전반기~후반기 국토교통위 위원
  - 2013년 8월~2014년 5월: 제19대 국회 전반기 예산결산특별위원회 위원(예산안등조정소위 위원)
  - 2014년 6월~2015년 2월: 제19대 국회 후반기 운영위원회 위원
- 2012년 5월~2017년 2월: 새누리당 대전광역시당 동구 당원협의회 위원장
- 2012년 7월~2013년 6월: 새누리당 원내부대표
- 2013년 7월~2014년 5월: 새누리당 대전광역시당 위원장
- 2014년 5월~2015년 2월: 새누리당 원내대변인
- 2014년 6월~2015년 2월: 제19대 국회 후반기 운영위원회 위원
- 2015년 7월~2016년 5월 12일: 새누리당 대변인
- 2016년 5월 30일~2020년 5월 29일: 제20대 국회의원(대전 동구, 새누리당→자유한국당→미래통합당, 재선)
  - 2016년 6월~2018년 5월: 제20대 국회 전반기 문화체육관광위원회 간사
  - 2018년 7월~2020년 5월: 제20대 국회 후반기 환경노동위원회 위원
  - 2018년 7월~2019년 5월: 제20대 국회 후반기 예산결산특별위원회 위원
  - 2018년 10월~2019년 8월: 제20대 국회 후반기 사법개혁특별위원회 위원
- 2016년 8월~2016년 12월: 새누리당 최고위원
- 2017년 2월~2018년 2월: 자유한국당 대전광역시당 동구 당원협의회 위원장
- 2018년 12월~2020년 2월: 자유한국당 대전광역시당 동구 당원협의회 위원장
- 2019년 1월~2020년 2월: 자유한국당 전국위원회 겸 전당대회 부의장
- 2019년 7월: 자유한국당 노동개혁특별위원회 위원장
- 2019년 9월: 자유한국당 대전광역시당 위원장
- 2020년 2월~2020년 9월: 미래통합당 대전광역시당 동구 당원협의회 위원장

## 수상
- 2008.09.04: 국가생산성대상 인재개발부문상(한국생산성본부 생산성인증센터)
- 2009.12.15: 제3회 대한민국 차세대CEO상 공공부문상(중앙일보 이코노미스트)
- 2012.11.21: 대한민국 실천대상 지역혁신부문(대한민국 가족지킴이)
- 2012.12.31: 입법 및 정책개발 정당추천 우수 국회의원
- 2013.12.31: 입법 및 정책개발 정당추천 우수 국회의원
- 2014.12.31: 입법 및 정책개발 정당추천 우수 국회의원
- 2015.02.24: 국회도서관 이용 최우수 국회의원
- 2015.02.26: 2015 지역사회 발전 공로대상-지역발전대상(대한민국신문기자협회)
- 2015.05.11: 2015 유권자 대상(유권자 시민행동)

## 역대 선거 결과
|  | 11.00% |

|  | 41.45% |

|  | 31.86% |

|  | 34.97% |

|  | 44.05% |

|  | 47.56% |

|  | 51.19% |

## 소속 정당
| 소속 정당 | 소속 정당    | 소속 기간 | 비고      |
| --------- | ------------ | --------- | --------- |
|           | 자유민주연합 | 1996~2004 | 정계 입문 |
|           | 무소속       | 2004      | 탈당      |
|           | 열린우리당   | 2004      | 입당      |
|           | 무소속       | 2004~2006 | 탈당      |
|           | 한나라당     | 2006~2012 | 입당      |
|           | 새누리당     | 2012~2017 | 당명 변경 |
|           | 자유한국당   | 2017~2020 | 당명 변경 |
|           | 미래통합당   | 2020      | 합당      |
|           | 국민의힘     | 2020~현재 | 당명 변경 |

## 같이 보기
- 동구 (대전 선거구)
- 대전 동구의 국회의원
- 대전 동구청장
- 대전광역시장